# Wolinianie

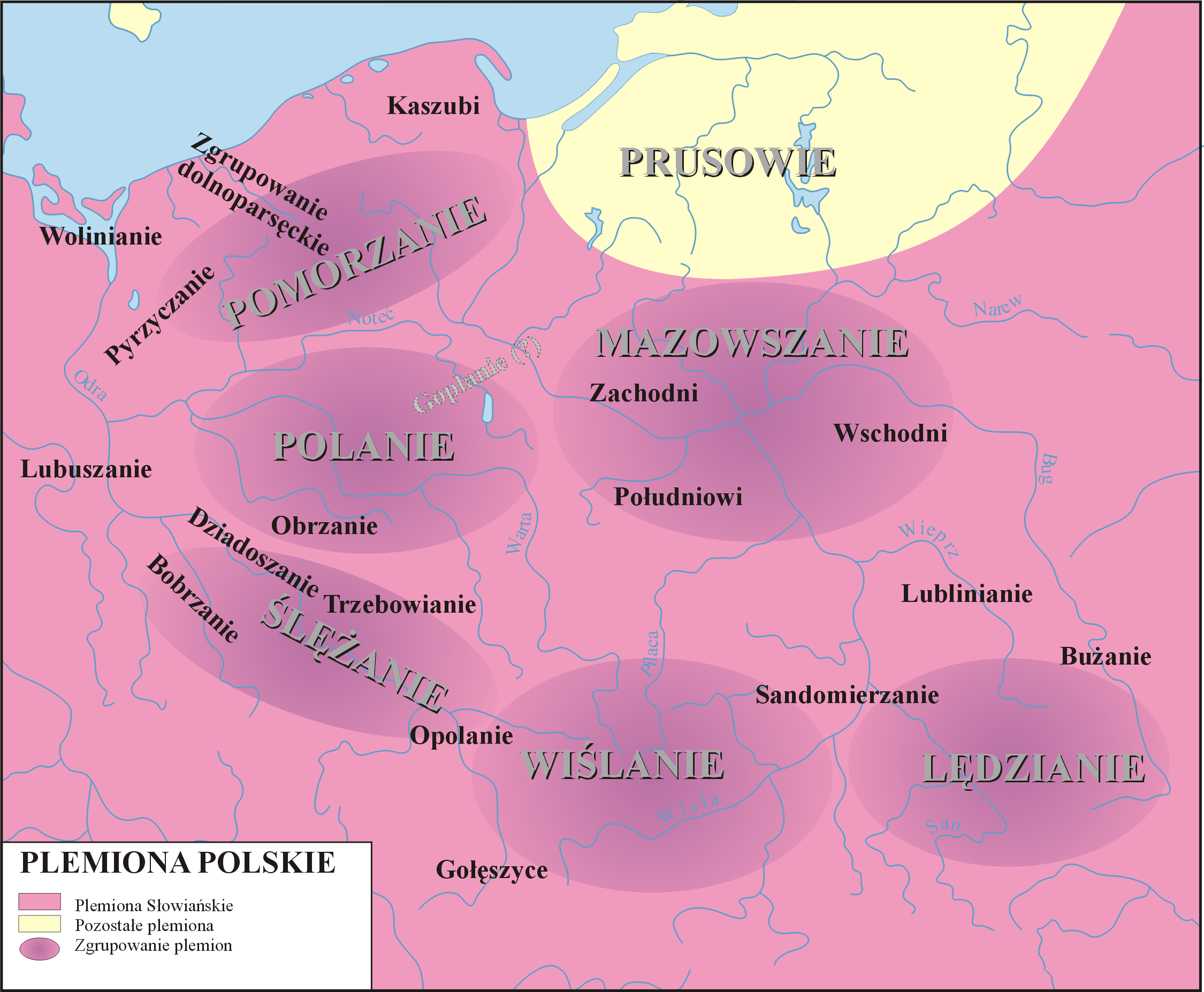
Plemiona polskie

Wolinianie (łac. Velunzani, Uelunzani) – plemię zachodniosłowiańskie zamieszkujące wyspę Wolin nad Zatoką Pomorską i ziemie przyległe, z głównym ośrodkiem w mieście Wolin.

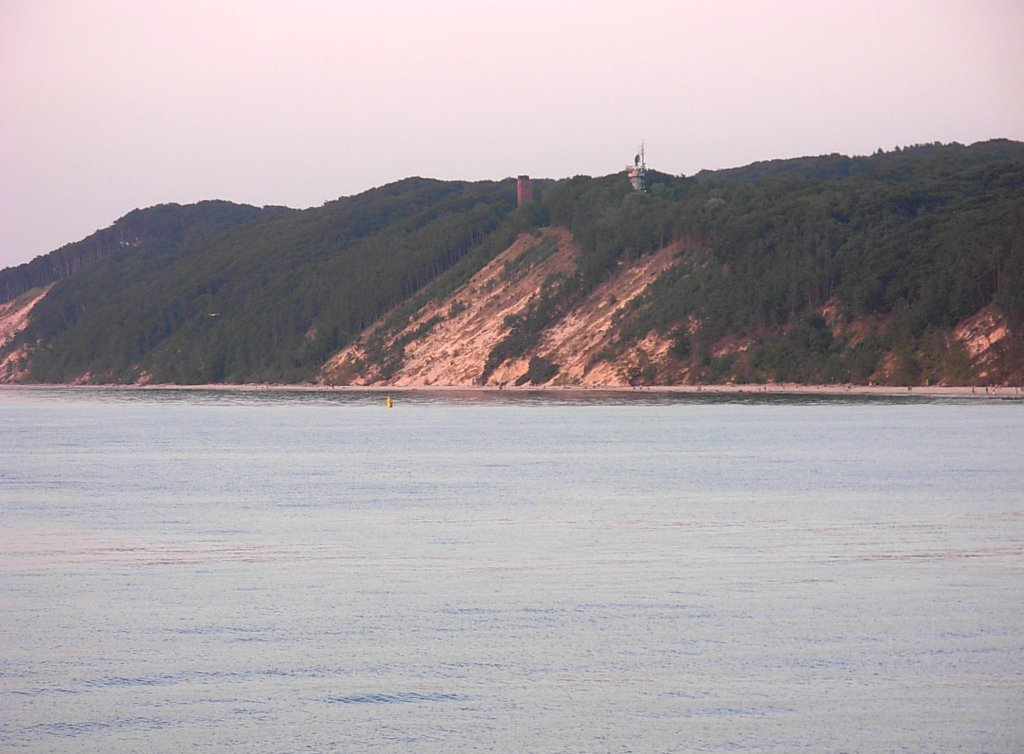
Wyspa Wolin od strony morza

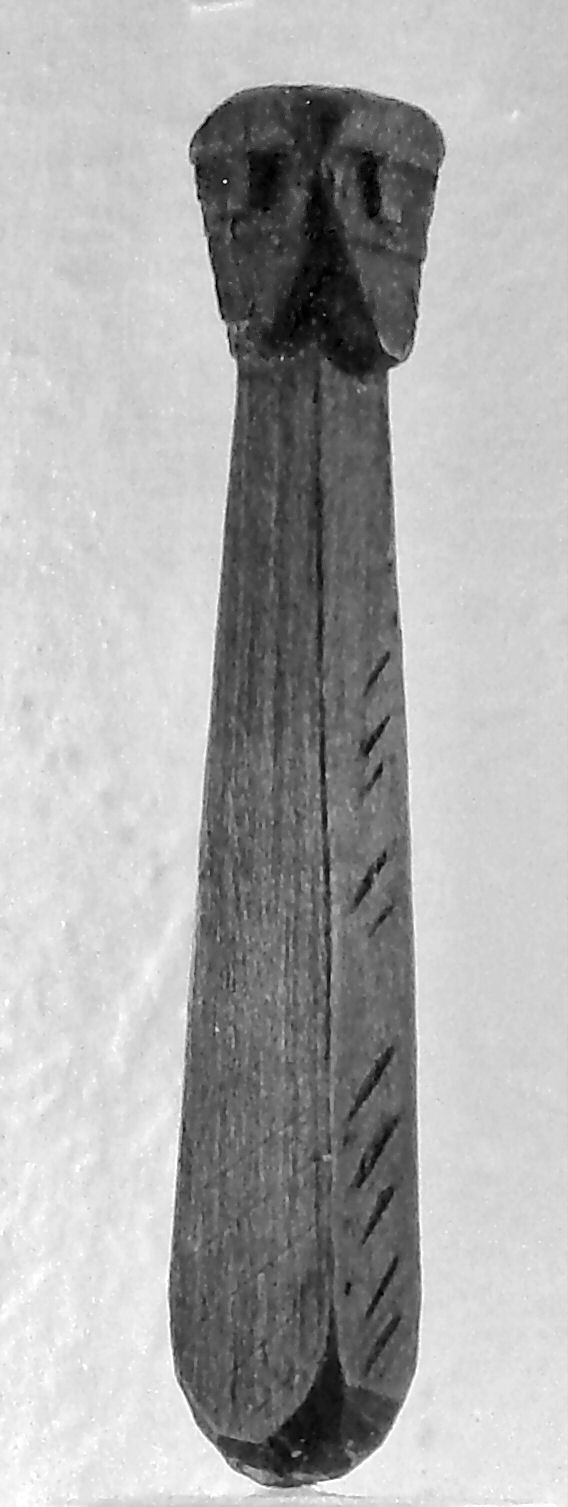
Figurka Świętowita z wyspy Wolin

Geograf Bawarski – anonimowy dokument z ok. 845 roku wymienia z nazwy plemię Wolinian, podając liczbę 70 zamieszkanych osad i miejscowości (łac. civitates). W porównaniu z innymi sąsiednimi plemionami słowiańskimi (Pomorzan, Wieletów) terytorium Wolinian było względnie małe, ale gęsto zaludnione, ponieważ szacuje się, że w XI wieku istniała jedna osada na cztery kilometry kwadratowe. Wg niektórych historyków, było to najsilniejsze plemię pomorskie, co wynikało z kontrolowania wieloetnicznego emporium handlowego na terenie dzisiejszego miasta Wolin, znanego wówczas jako Jomsborg, Jumne, Julin lub Vineta. 
Pod koniec X w. polscy książęta Mieszko I i Bolesław I Chrobry podbili część Pomorza, tocząc także walki z Wolinianami. Duża część terytorium Wolinian została w 1043 roku zniszczona przez duńskiego króla Magnusa I Dobrego, który jednak nie zdołał opanować go całkowicie. W połowie XI wieku zyski z handlu znacząco spadły z powodu załamania się politycznych rynków zbytu na terenie Polski. Wolinianie przyjmowali uchodźców politycznych z Danii, co spowodowało w 1098 roku najazd duńskiego króla Eryka I Zawsze Dobrego. W latach 1121–1122 polski książę Bolesław III Krzywousty podbił Wolinian oraz Księstwo Pomorskie Warcisława I, a następnie w 1124 roku rozpoczął chrystianizację ludności, którą na miejscu prowadził przysłany przez Krzywoustego Otton z Bambergu. W 1173 i 1184 roku Wolinianie zostali pokonani podczas kampanii wojskowych przeprowadzonych przez Duńczyków i utracili swoją niezależność.

## Religia Wolinian
Religia Julinian (od nazwy ówczesnego Wolina – Julin) podobnie jak religia Słowian polegała na politeizmie. Mieli oni dwa główne bóstwa: białego boga – był to bóg dobry i biały, oraz czarnego boga – był to bóg zły i czarny. Oprócz tego wiele innych bóstw było czczone przez Julinerów, w tym w szczególności Trygław, którego posąg z trzema głowami symbolizował jego panowanie nad niebem, ziemią i światem podziemnym, oraz bóg wojny Herowit (również Gerowit, Jurowit), który posiadał osobną świątynię. Opowiadają także historycy o kolumnie, która była obiektem boskiego kultu. Jej nazwa „kolumna Juliusa” z jednej strony odnosiła się do nordyckiego boga Jul, a z drugiej strony miało związek z Juliuszem Cezarem, któremu przypisywano założenie miasta i rzekomo dla upamiętnienia jego osoby postawiono ten filar. Jednakże istnienie związku tego filara z nordyckim bogiem Jul jest mocno wątpliwe. Friedrich Wilhelm Barthold nazywa to w swojej „Historii Rugii i Pomorza” (Geschichte von Pommern und Rügen. 4 Teile in 5 Bänden.) niezgodnym z rzeczywistością.

## Upamiętnienie
W dzisiejszych czasach w mieście Wolin corocznie od kilkudziesięciu lat odbywa się Festiwal Słowian i Wikingów, w ramach której urządzane są spotkania pasjonatów tzw. rekonstrukcji historycznej z całego świata. 
Od 2003 roku działa Stowarzyszenie Centrum Słowian i Wikingów „Wolin-Jomsborg-Wineta”, które rozbudowuje skansen archeologiczny na wyspie Wolińska Kępa (rekonstrukcję wczesnośredniowiecznej zabudowy głównego grodu plemienia, Wolina, na podstawie oryginalnych obiektów mieszkalnych, rozpoznanych w trakcie wykopalisk archeologicznych) oraz prowadzi warsztaty rzemiosł dawnych w ramach tzw. żywej archeologii.